# Geelkruinelenia
De geelkruinelenia (Myiopagis flavivertex) is een zangvogel uit de familie Tyrannidae (tirannen).

## Verspreiding en leefgebied
Deze soort komt voor van zuidelijk Venezuela tot de Guyana's, noordoostelijk Peru en amazonisch westelijk Brazilië.

## Status
De grootte van de populatie is niet gekwantificeerd maar de soort wordt omschreven als schaars. Op de Rode lijst van de IUCN heeft deze soort de status niet bedreigd.